# آنژیو پارس
آنژیو پارس دارویی است که در ایران و در دانشگاه علوم پزشکی تهران برای درمان عوارض پوستی بیماری دیابت (به خصوص زخم پا) ساخته شده‌است. این دارو منشأ گیاهی دارد و به شکل کرم و کپسول در بازار ارائه شده‌است. معمولاً کپسول یک ساعت بعد از غذا و کرم روزی دو بار در محل زخم‌ها تجویز می‌شود. مؤثر بودن دارو در درمان عوارض دیابت مورد تردید برخی محققان است.